# Everth Cabrera
Pour les articles homonymes, voir Cabrera.
Everth Cabrera (né le 17 novembre 1986 à Nandaime, Nicaragua) est un joueur de champ intérieur de la Ligue majeure de baseball. Il est présentement agent libre.
Joueur d'arrêt-court des Padres de San Diego de 2009 à 2014, Cabrera est en 2012 le champion des vols de buts dans la Ligue nationale et il honore en 2013 une sélection au match des étoiles.

## Carrière

### Padres de San Diego
Everth Cabrera est recruté comme agent libre amateur le 11 juin 2004 par les Rockies du Colorado. Encore joueur de ligues mineures, il est transféré chez les Padres de San Diego le 11 décembre 2008. 
Il fait ses débuts en Ligue majeure le 8 avril 2009 sous les couleurs des Padres. Cabrera termine huitième du vote désignant la meilleure recrue de l'année en Ligue nationale après une saison de 31 points produits et 25 buts volés en 103 parties, au cours desquelles il maintient une moyenne au bâton de ,255. Il mène cependant les joueurs d'arrêt-court de la Nationale avec 23 erreurs en défensive.
Ses statistiques chutent en 2010, année où une blessure aux muscles ischio-jambiers le tient à l'écart du jeu. Il ne frappe que pour ,208 en 76 matchs avec 22 points produits et 10 vols de buts.
Il passe 2011 dans les ligues mineures avec les Padres de Tucson et n'est rappelé que pour deux matchs de San Diego.

#### Saison 2012
Il revient dans les majeures après avoir amorcé la saison 2012 dans le Triple-A à Tucson. Le 14 juillet 2012, Cabrera réussit le vol du marbre en neuvième manche d'un match remporté 6-5 par les Padres sur les Dodgers de Los Angeles. Avec 44 buts volés en seulement 48 tentatives, Cabrera est le champion voleur de buts de la Ligue nationale en 2012 et termine 3e dans toutes les majeures à ce chapitre après Mike Trout (49) et Rajai Davis (46). Il frappe pour ,246 de moyenne au bâton en 115 matchs avec 49 points marqués, deux circuits et 24 points produits.

#### Saison 2013 et suspension

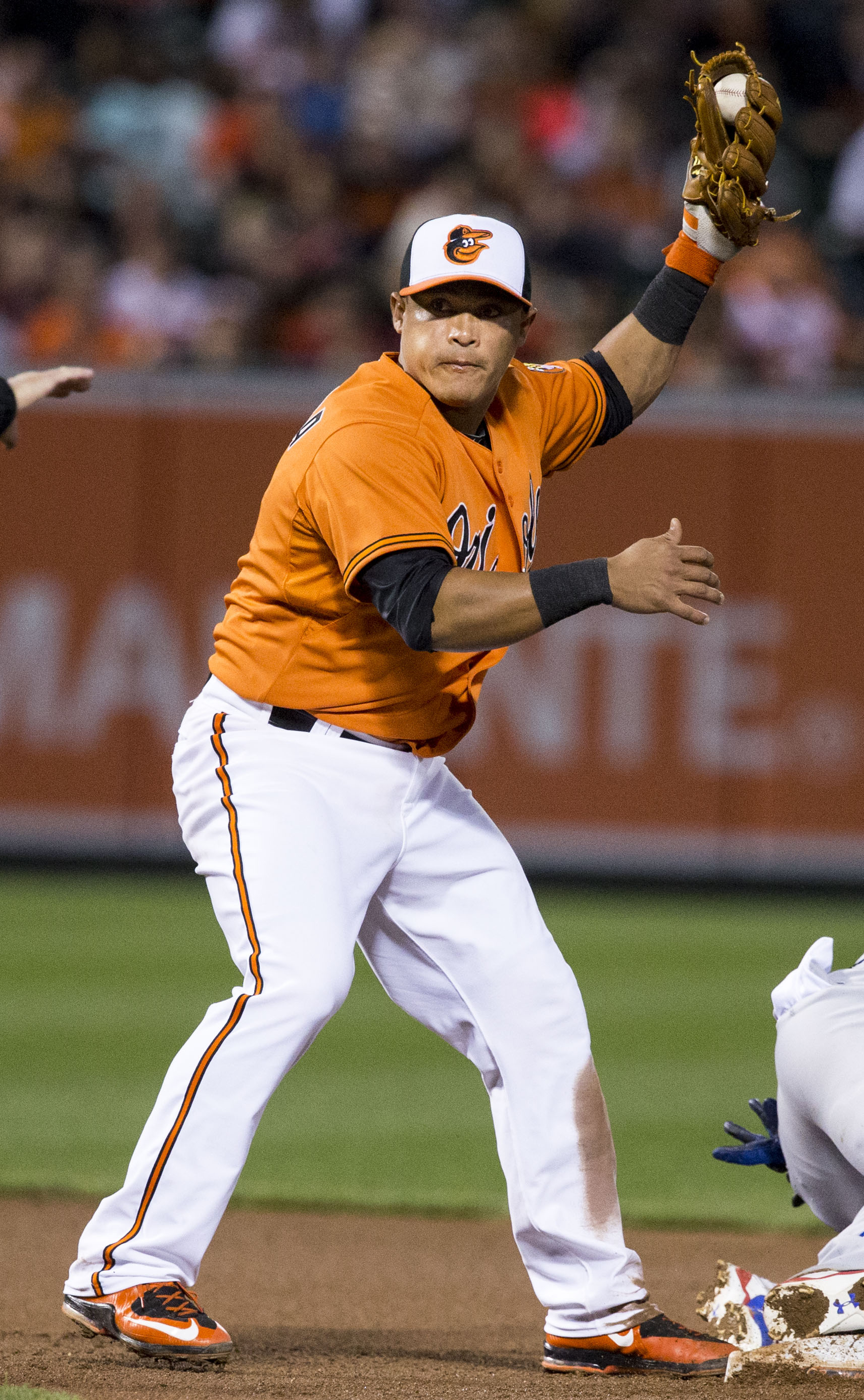
Everth Cabrera ne joue que 29 matchs en 2015 pour les Orioles de Baltimore.

En 2013, Cabrera frappe pour ,283 en 95 parties des Padres, marque 54 points, en produit 31 et claque trois circuits. Le 5 août 2013, sa saison prend fin lorsqu'il est suspendu 50 matchs pour dopage après avoir été impliqué dans le scandale Biogenesis. Au moment où est prononcée la suspension, Everth Cabrera domine la Ligue nationale avec 37 buts volés, bien que son taux de succès soit loin de ce qu'il était l'année précédente. Il domine aussi à ce moment la Nationale après avoir été retiré 12 fois en tentative de vol.

#### Saison 2014
Blessé en cours de saison 2014, Cabrera ne joue que 90 matchs des Padres et sa moyenne de présence sur les buts chute à un médiocre ,272. Il réussit 18 vols de buts en 26 tentatives.

### Orioles de Baltimore
Le 25 février 2015, Cabrera signe un contrat de 2,4 millions de dollars pour un an avec les Orioles de Baltimore, qui prévoient l'utiliser principalement au deuxième but, la position d'arrêt-court étant occupée par J. J. Hardy. Après 29 matchs en 2015, il ne frappe que pour ,208 de moyenne au bâton pour les Orioles et est libéré de son contrat le 13 juin.

## Statistiques
| Saison | Équipe    | G   | AB  | R  | H   | 2B | 3B | HR | RBI | SB | BA   |
| ------ | --------- | --- | --- | -- | --- | -- | -- | -- | --- | -- | ---- |
| 2009   | San Diego | 103 | 377 | 59 | 96  | 18 | 8  | 2  | 31  | 25 | .255 |
| 2010   | San Diego | 76  | 212 | 22 | 44  | 6  | 3  | 1  | 22  | 10 | .208 |
| Totaux | Totaux    | 179 | 589 | 81 | 140 | 24 | 11 | 3  | 53  | 35 | .238 |

Note : G = Matches joués ; AB = Passages au bâton; R = Points ; H = Coups sûrs ; 2B = Doubles ; 3B = Triples ; 
HR = Coup de circuit ; RBI = Points produits ; SB = Buts volés ; BA = Moyenne au bâton.